# Schumannhaus (Leipzig)
Het Schumannhaus is een museum in Leipzig in de Duitse deelstaat Saksen. Het wijdt zich aan het werk en leven van de componisten Robert en Clara Schumann.
Het pand is in gebruik door de muzikale vrije lagere school "Clara Schumann". Het museum is gevestigd in enkele vertrekken op de bel-etage waar het echtpaar zelf woonde, direct na hun huwelijk in september 1840. Het informatiecentrum bevindt zich in de voormalige werkkamer van Schumann. In dit huis schreef Robert Schumann een groot aantal artikelen voor het door henzelf in 1834 opgezette Neue Zeitschrift für Musik. Ook schreef hij hier zijn eerste symfonie, die de titel Frühlingssinfonie meekreeg.
De tentoonstelling gaat in op het werk en leven van het muzikale echtpaar. Een belangrijk aandeel heeft de Schumann-Saal, dat een restauratie onderging en in originele staat is teruggebracht. Hier worden sinds de opening geregeld concerten opgevoerd. Een van de belangrijkere stukken van het museum is een instrument van de componist en klankkunstenaar Erwin Stache (1960).